# Coulée verte René-Dumont

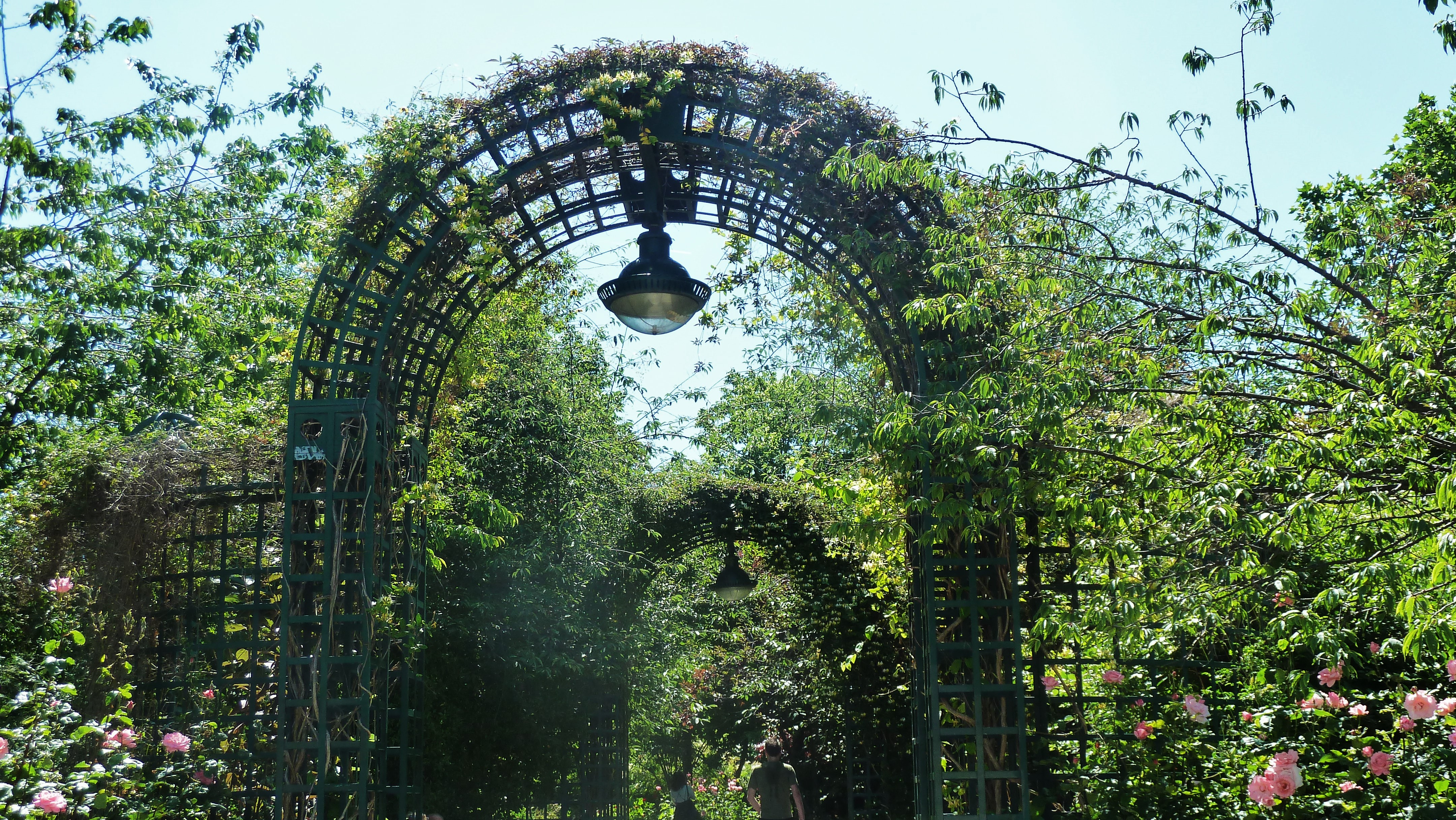
Eingang zur Coulée verte René-Dumont

Die Coulée verte René-Dumont ist ein 4,5 Kilometer langer Parkwanderweg, der zunächst entlang der Avenue Daumesnil im 12. Arrondissement von Paris führt. Er beginnt nahe dem Platz Place de la Bastille, der am U-Bahnhof Bastille von den Linien 1, 5 und 8 der Métro Paris erschlossen wird. Weiter östlich unterquert er die ebenerdig angelegte Métrostation Bel-Air der Linie 6, sein östliches Ende wird über die Haltestelle Montempoivre der Straßenbahnlinie T3a erreicht.

## Entstehungsgeschichte

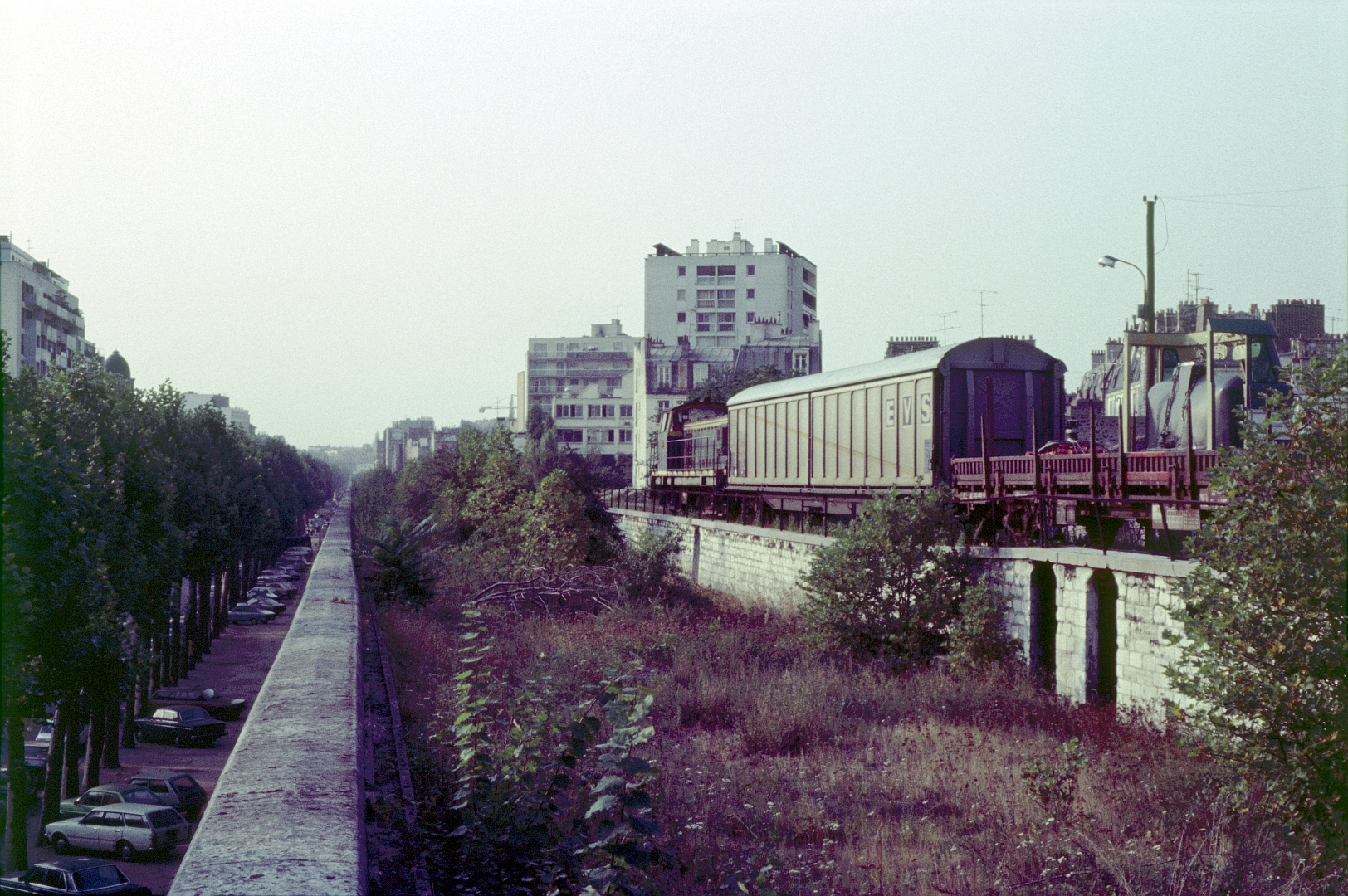
Stillgelegte Viadukttrasse entlang der Avenue Daumesnil, rechts ein Zug auf dem Ausziehgleis des Bahnhofs Gare de Reuilly, 1985

Die Coulée verte René-Dumont beginnt an der Einmündung der Avenue Daumesnil in die Rue de Lyon auf dem Viaduc des Arts. Er besteht aus 71 Gewölben aus rotem Ziegelstein, in denen etwa fünfzig Geschäfte untergebracht sind. Es handelt sich um die Trasse des Westabschnitts der am 22. September 1859 eröffneten Bahnstrecke Paris-Bastille–Marles-en-Brie, deren Pariser Endbahnhof Gare de la Bastille in Höhe der heutigen Opéra Bastille lag. Der Kopfbahnhof und die ersten knapp zwei Streckenkilometer wurden am 14. Dezember 1969 stillgelegt, als der östlich der Périphérique gelegene Teil der Bahnstrecke mit der neuen innerstädtischen Trasse der RER A verbunden wurde. Der ebenfalls nicht die RER-Strecke einbezogene Teil vom Bahnhof Reuilly bis zur Périphérique wurde zunächst weiter für den Güterverkehr genutzt, bis 1985 jedoch ebenfalls aufgegeben. An Stelle des im Oktober 1984 abgerissenen Bahnhofs Bastille wurde das Opernhaus errichtet, dessen Einweihung am 13. Juli 1989 erfolgte. 
Ab 1989 wurden die Gewölbe des Viaduc des Arts renoviert, 1993 begann die Umgestaltung der Eisenbahntrasse zur bepflanzten Promenade durch Patrick Berger (Architekt) sowie die Landschaftsarchitekten Philippe Mathieux und Jacques Vergely. Sie legten einen linearen Freiraum mit an Bögen und Pergolen rankenden Pflanzen an und schufen so den weltweit ersten erhöhten Parkwanderweg. Er wurde zunächst als „Promenade plantée“ bezeichnet und erhielt 2014 den aktuellen Namen. René Dumont war ein 2001 verstorbener, für den Umweltschutz streitender Politiker und Agrarwissenschaftler.
Die Coulée verte René-Dumont gilt als Vorbild für den im September 2014 eröffneten High Line Park in New York City. Auch im 16. Arrondissement von Paris wurde eine vergleichbare Promenade geschaffen.

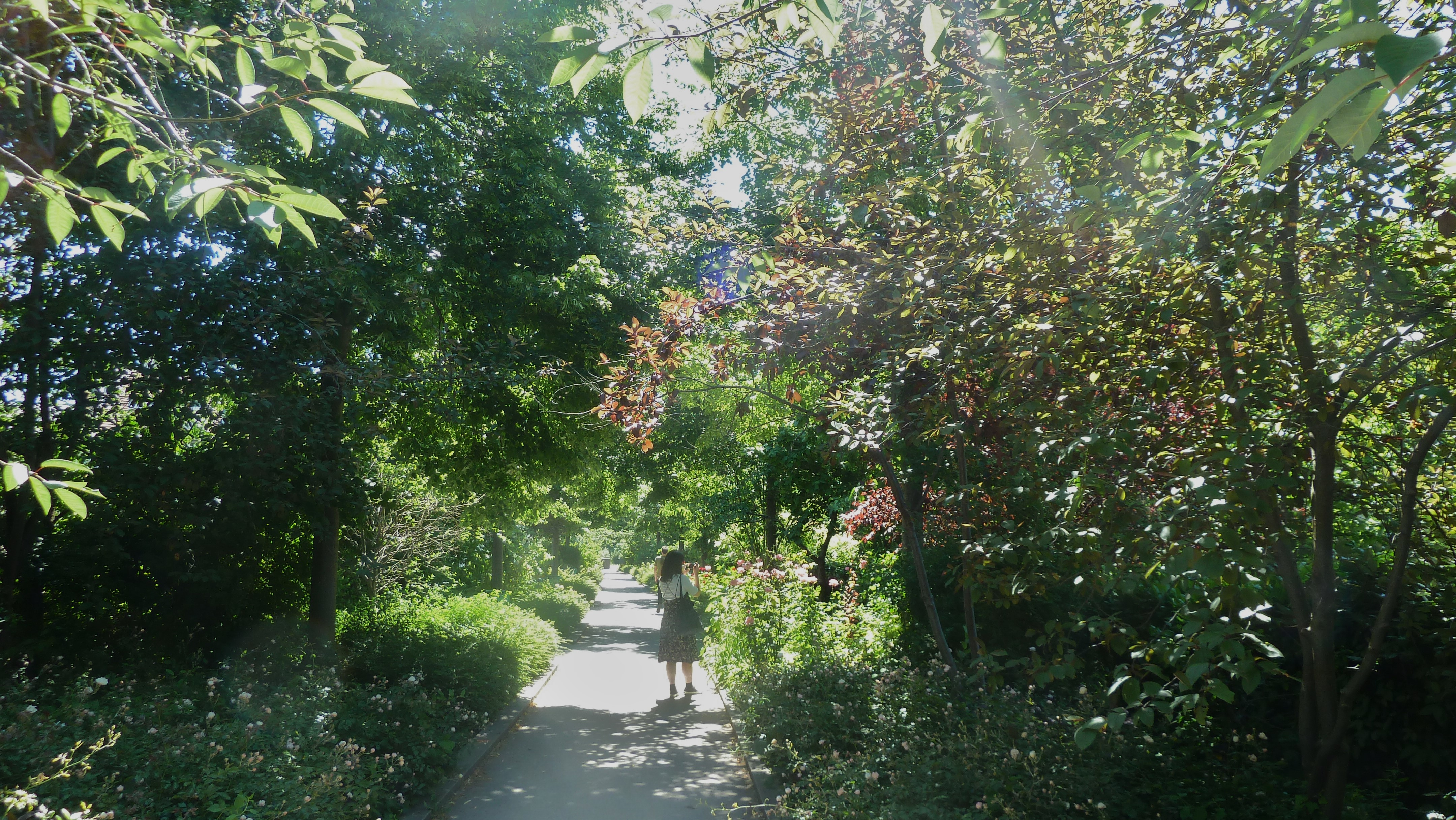
Wanderweg
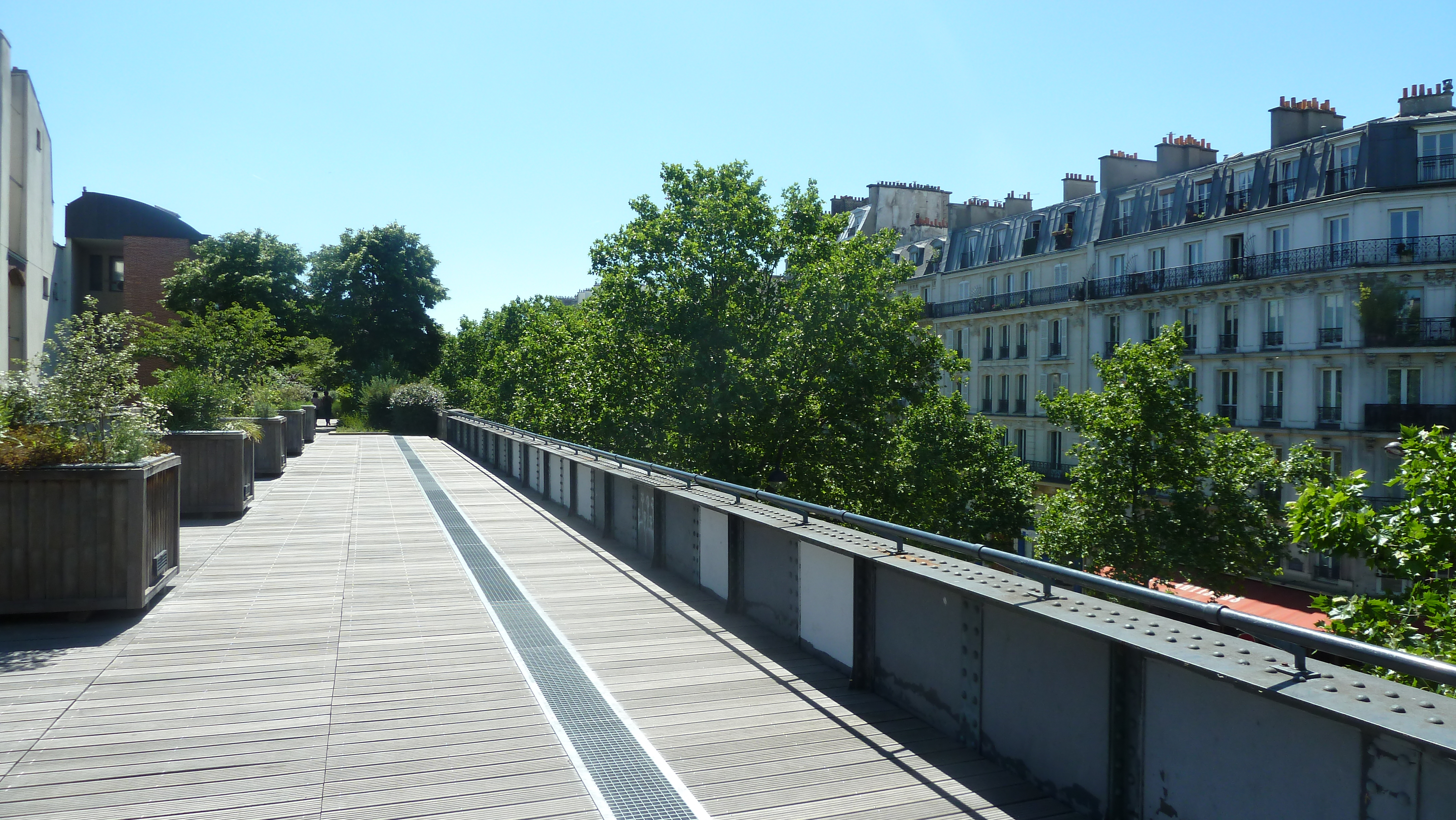
Wenig Bepflanzung auf Brücken
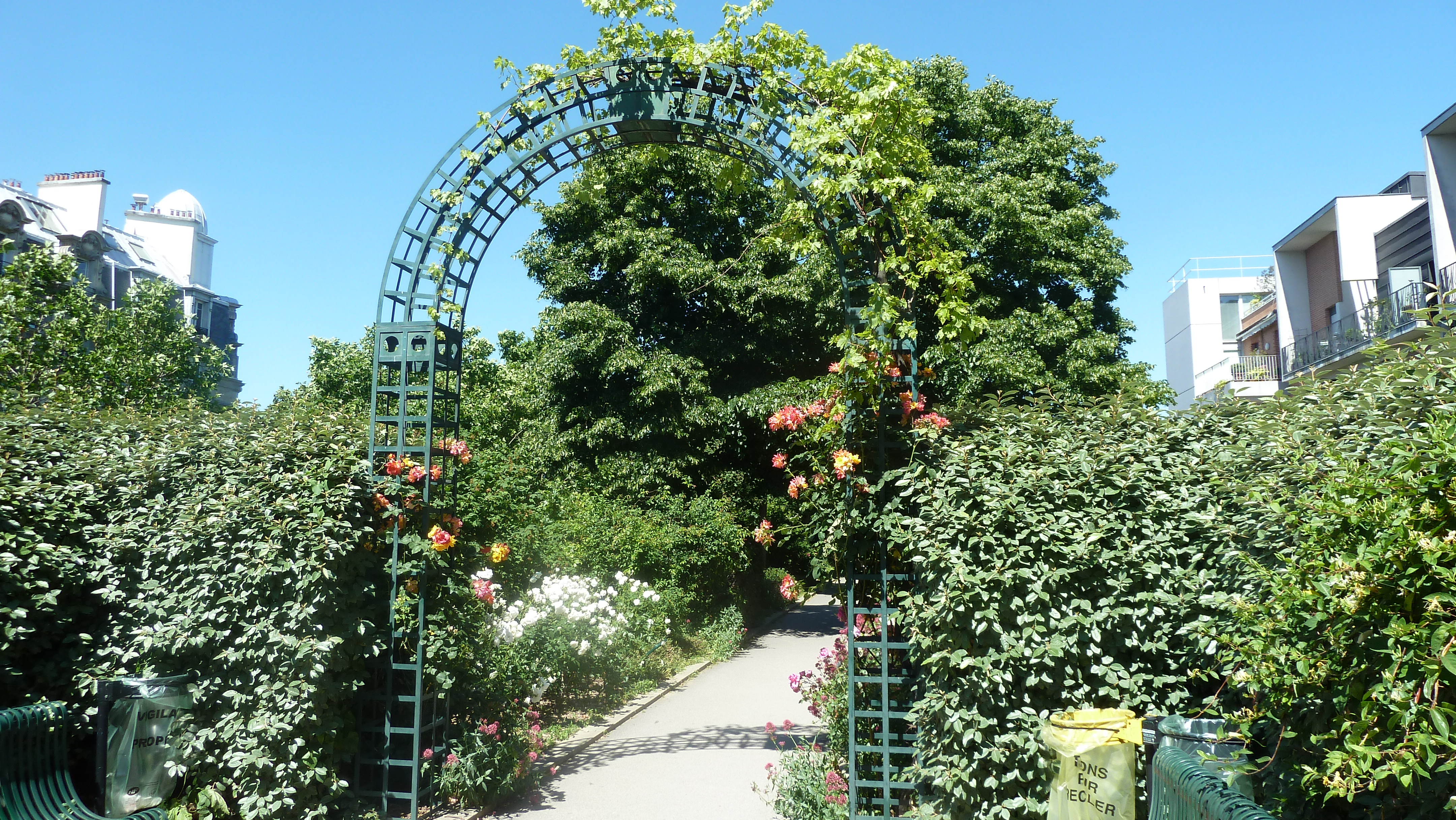
Über 300 Pflanzenarten säumen den Weg
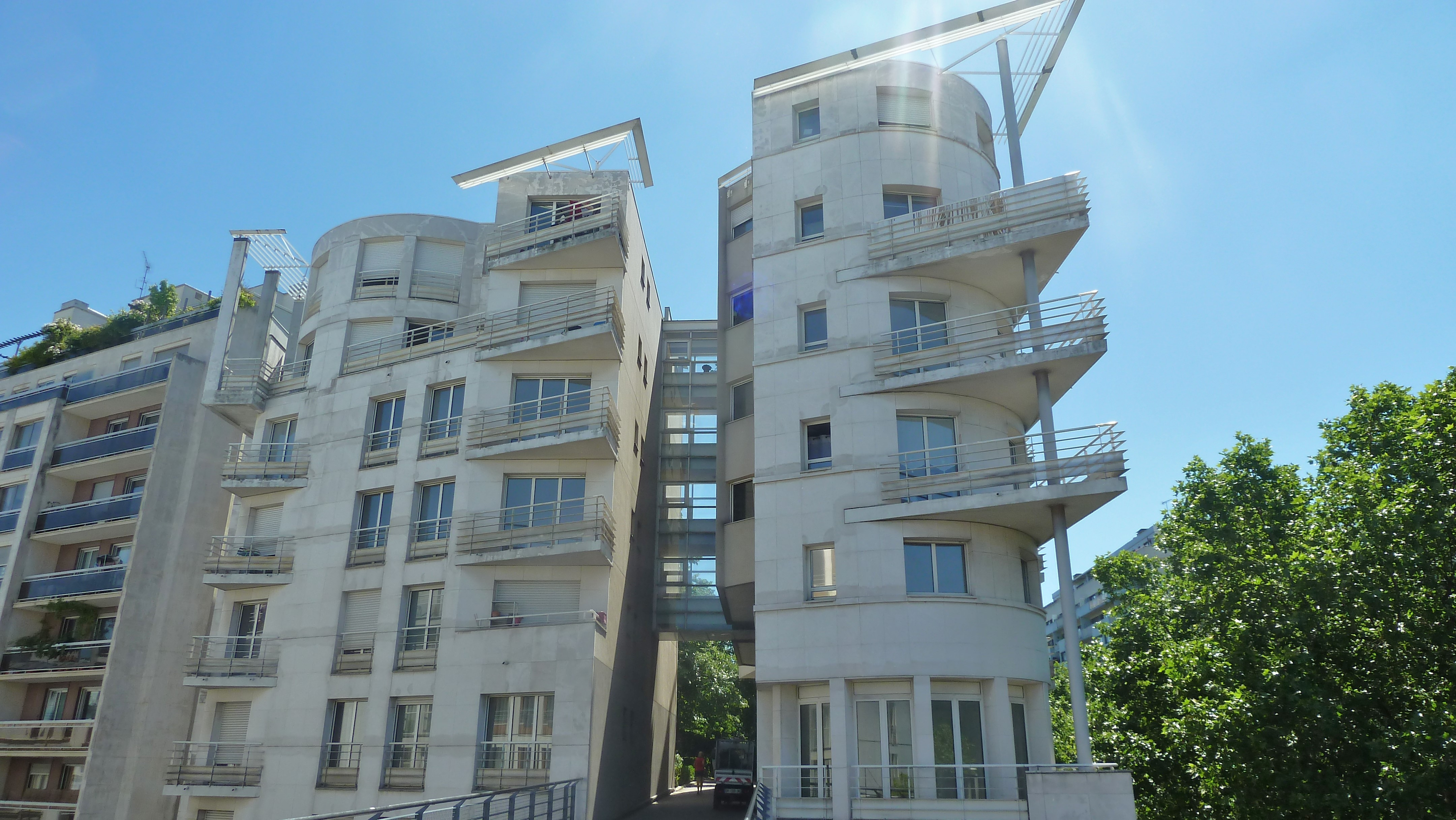
Der Weg durchtrennt an der Rue de Rambouillet ein Gebäude
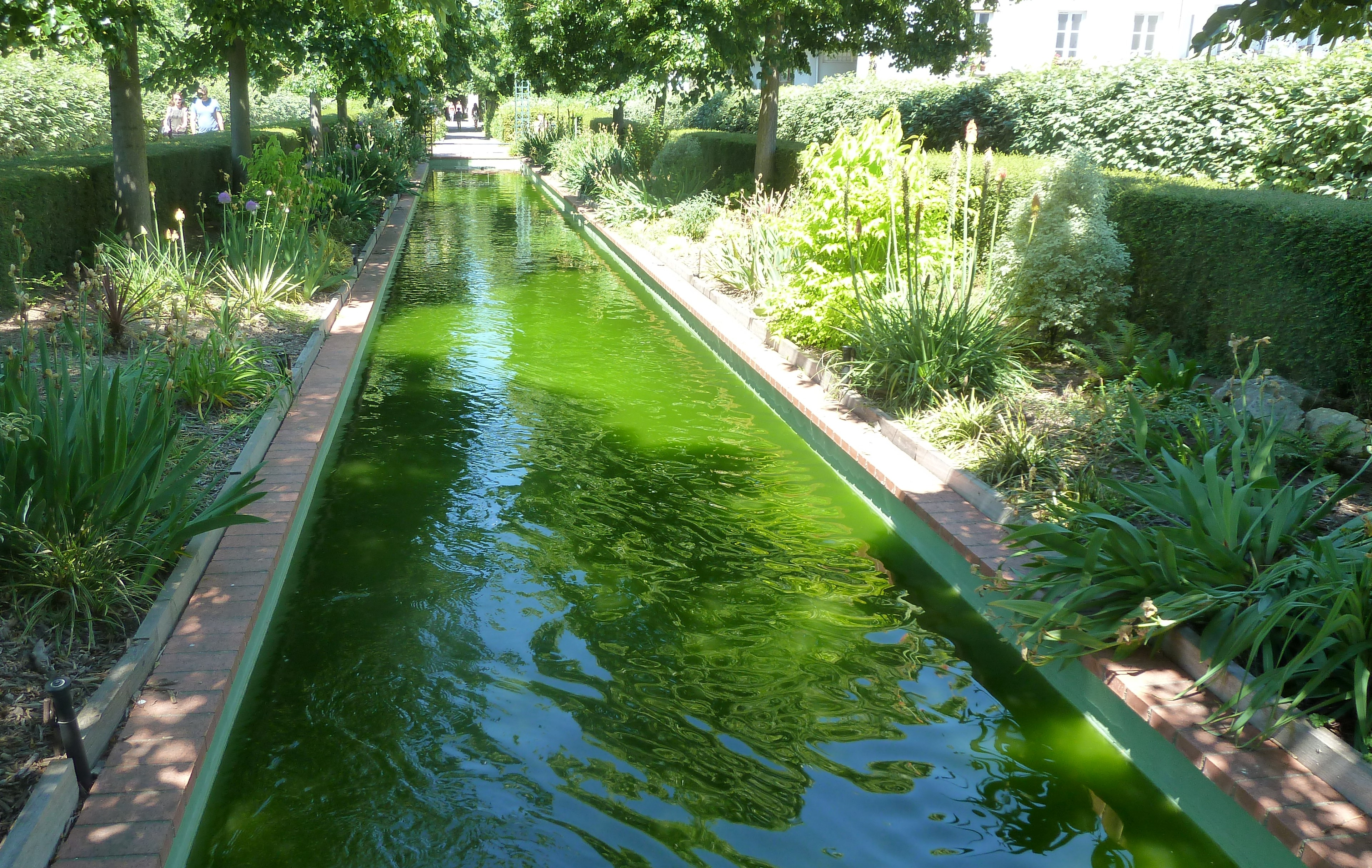
Wasserlauf

## Verlauf

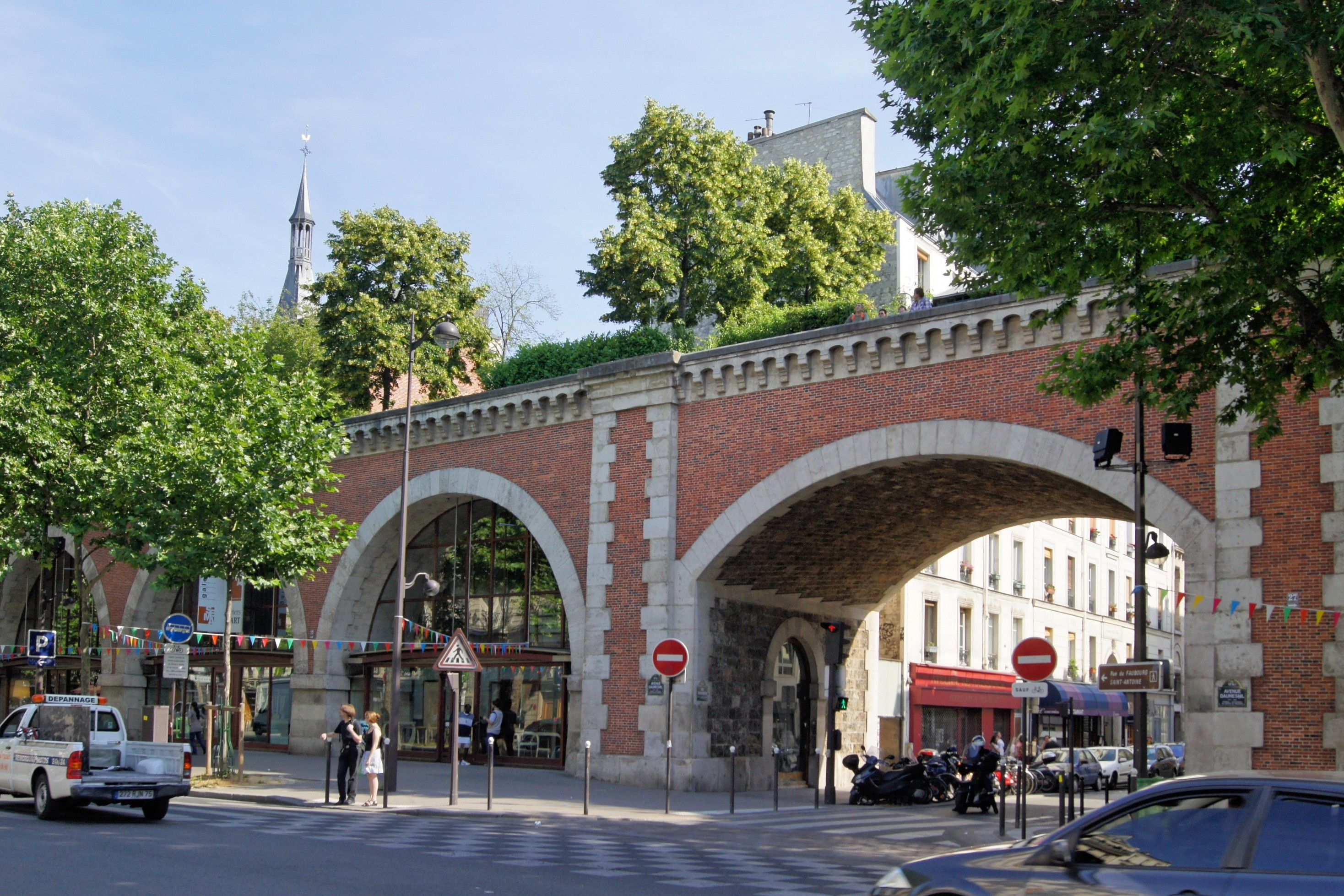
Viaduc des Arts und Brücke über die Rue Traversière

Die Coulée verte René-Dumont ist 4,5 Kilometer lang, bis zu 10 Meter hoch und 9 Meter breit. Sie hat eine Fläche von 3,7 Hektar und verbindet vier dazugehörige Parkanlagen (3,3 Hektar). Der bepflanzte Weg beginnt zunächst unspektakulär, führt dann über Brücken mit Ziegelgewölben und ist teilweise durch einen Wasserlauf durchtrennt. Berankte Torbögen, üppige Staudenbeete oder Bambushaine säumen den Weg. Die Vogelperspektive gibt den Blick auf benachbarte Häuserfronten und Straßenschluchten frei, der Weg überquert dabei fünf Straßen und durchschneidet zwei Gebäude. Die Bepflanzung ist sehr dicht, so dass ein großer Teil des Straßenlärms absorbiert wird. Im weiteren Verlauf ist die Trasse in moderne Wohnhausarchitektur integriert und führt durch einen kurzen Tunnel.
Der Weg verläuft auf den ersten 1300 Metern bis zur Rue de Rambouillet auf dem Viaduc des Arts, darauf folgt ein 350 Meter langer Damm. Anschließend führt die Coulée verte René-Dumont 600 Meter weit durch den Park Jardin de Reuilly, es folgt eine Strecke von 800 Metern im Einschnitt. Nach dem Jardin de Reuilly verläuft sie ebenerdig parallel zur Avenue Daumesnil, in Höhe der Avenue du Général Michel Bizot teilt sich der Weg. Schließlich erreicht der Weg nordöstlich der Porte Dorée die Schnellstraße Périphérique. Nach Süden hin folgt er auf ca. 200 Metern einer ehemaligen Verbindungskurve zur Eisenbahnstrecke Petite Ceinture.
Der Verlauf des Wanderwegs ist im Kinofilm Before Sunset zu sehen.

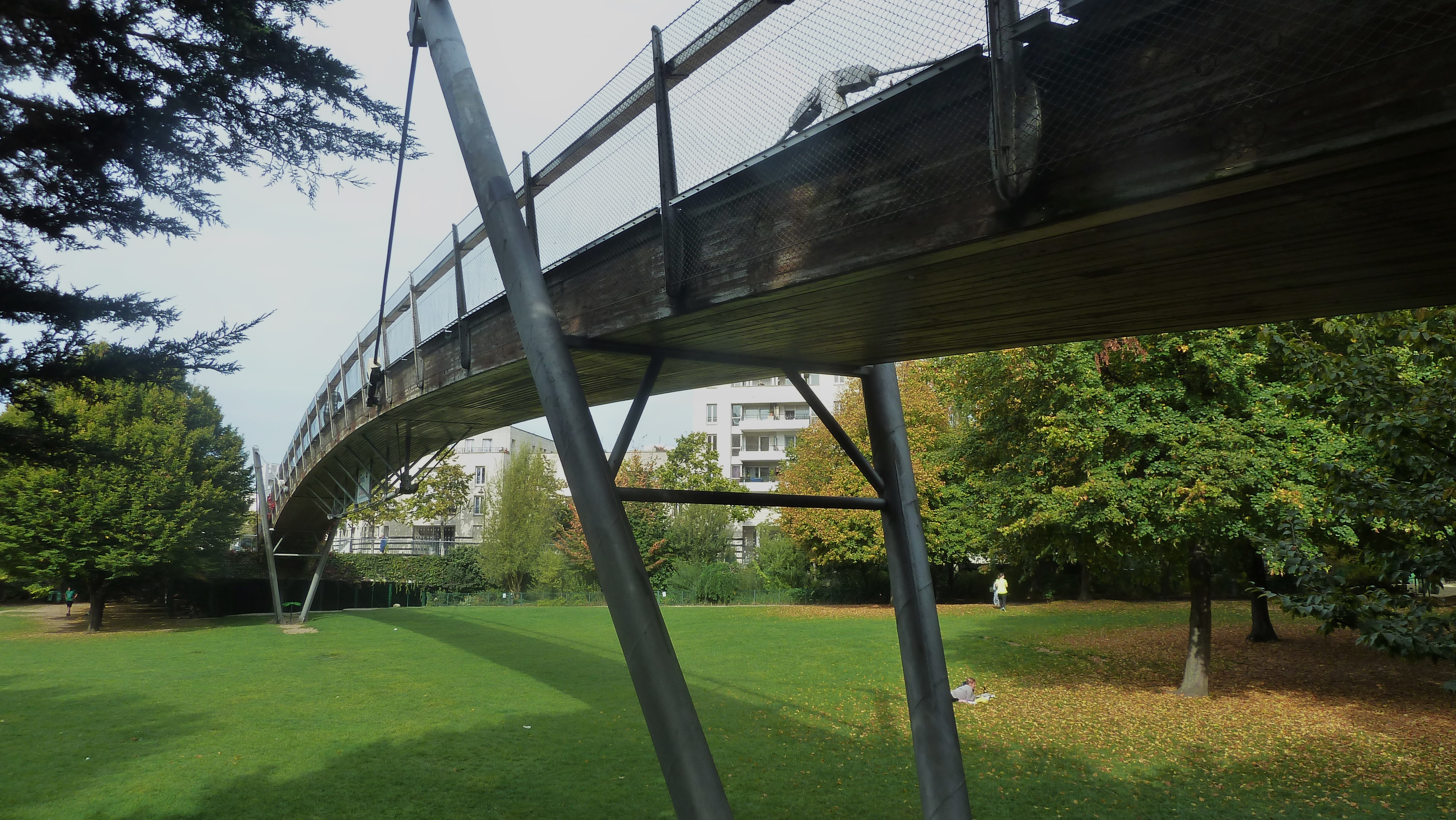
Hängebrücke über den Jardin de Reuilly
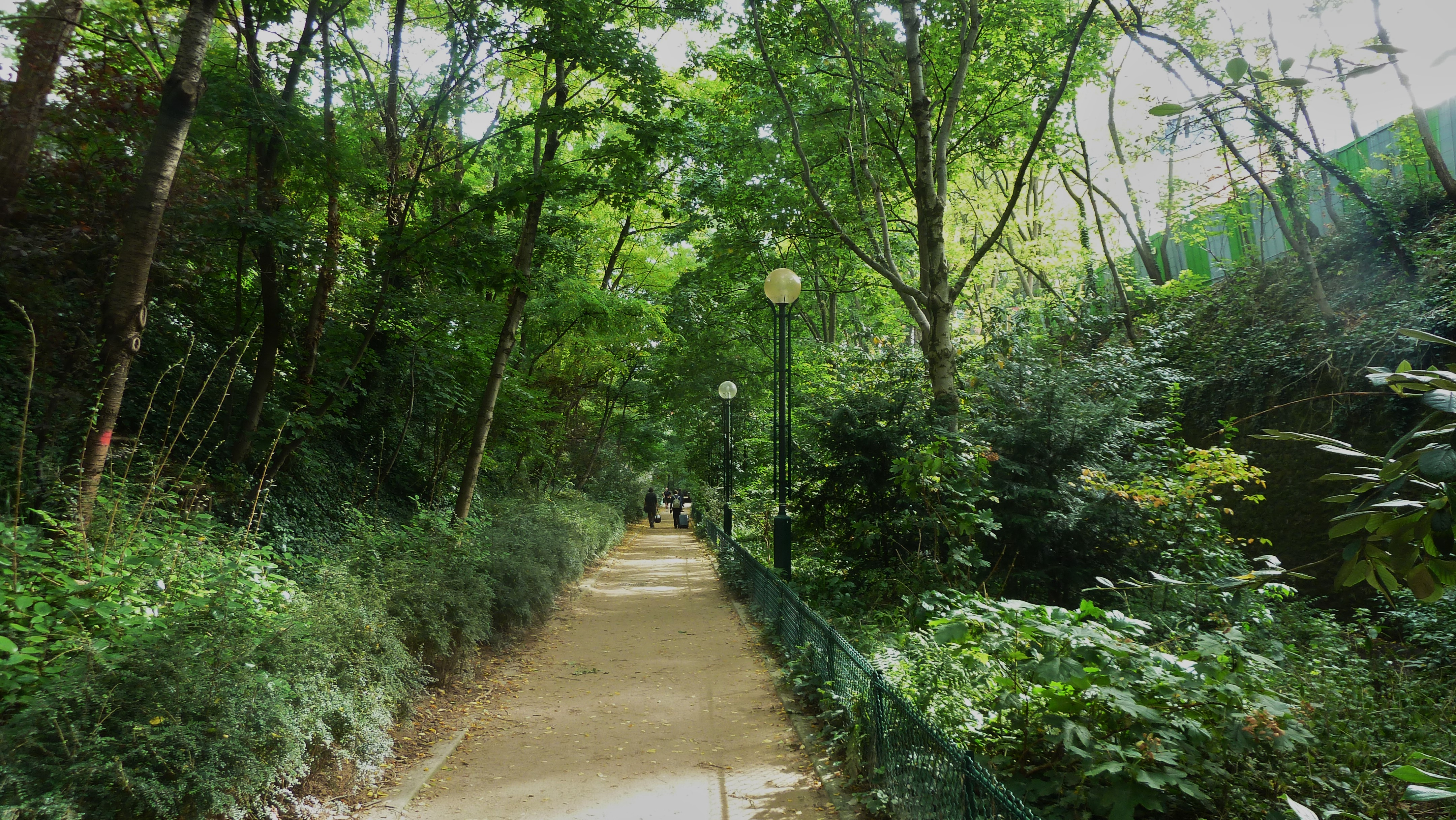
Abschnitt der „Promenade Plantée“
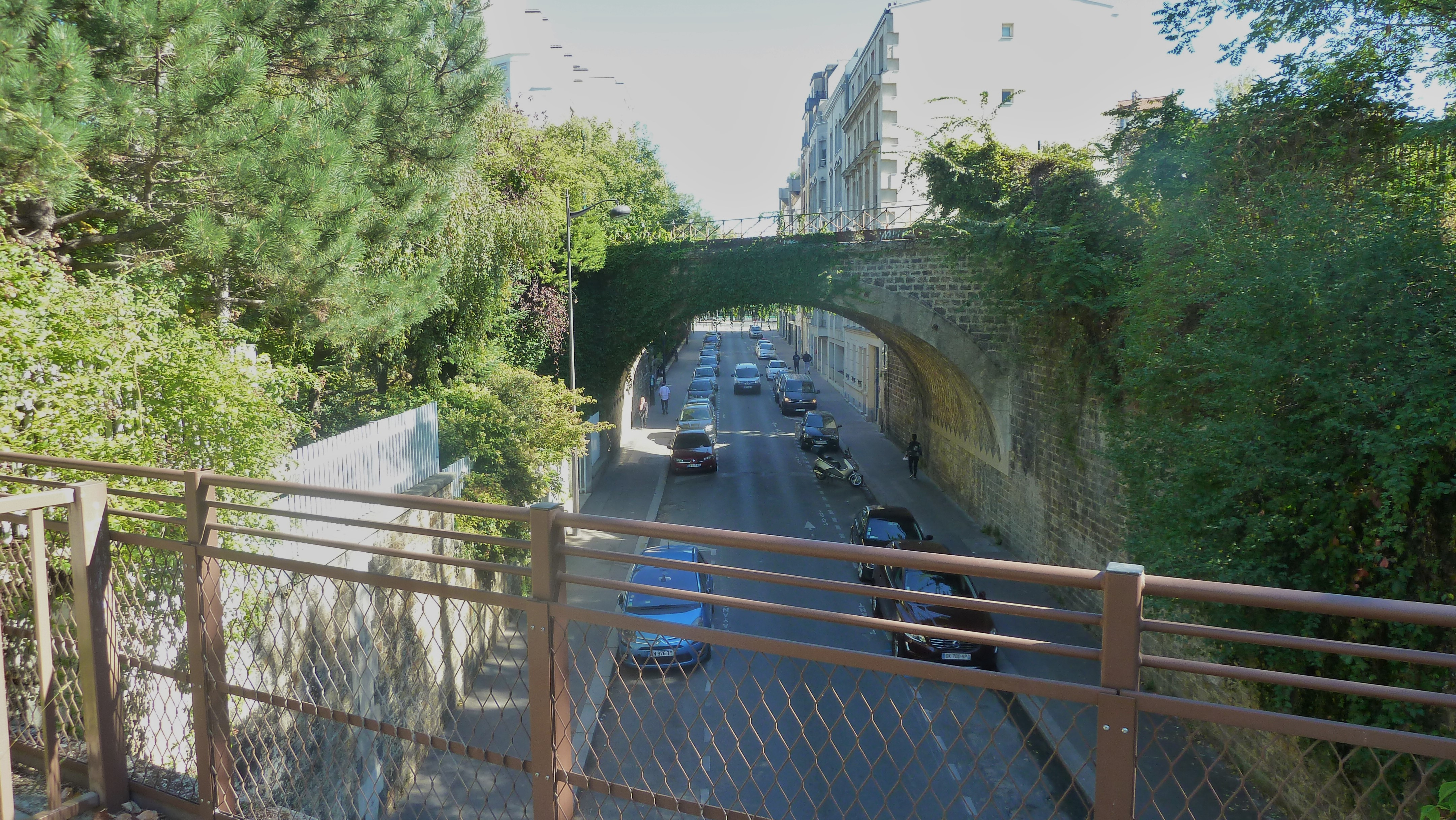
Verlauf über ehemalige Eisenbahnbrücken
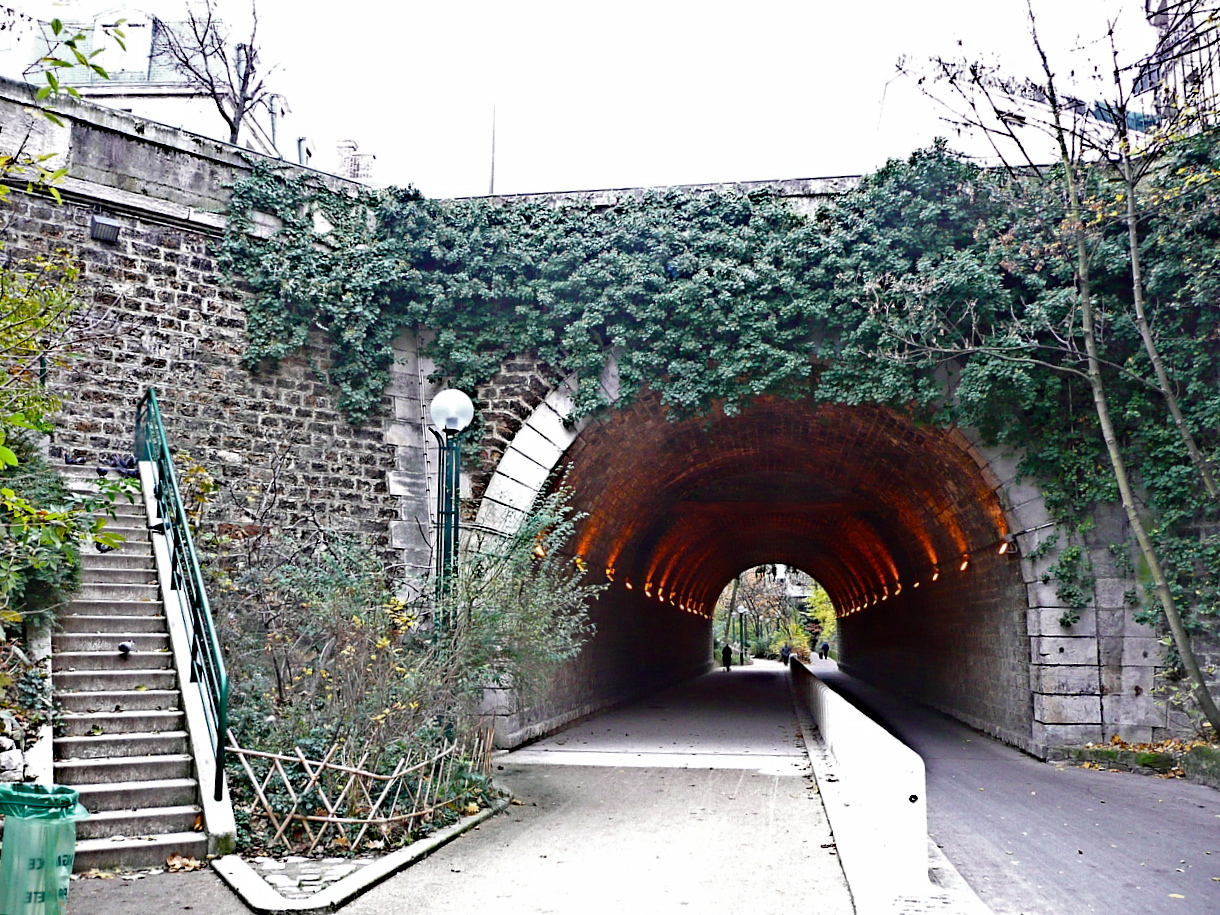
Alter Eisenbahntunnel
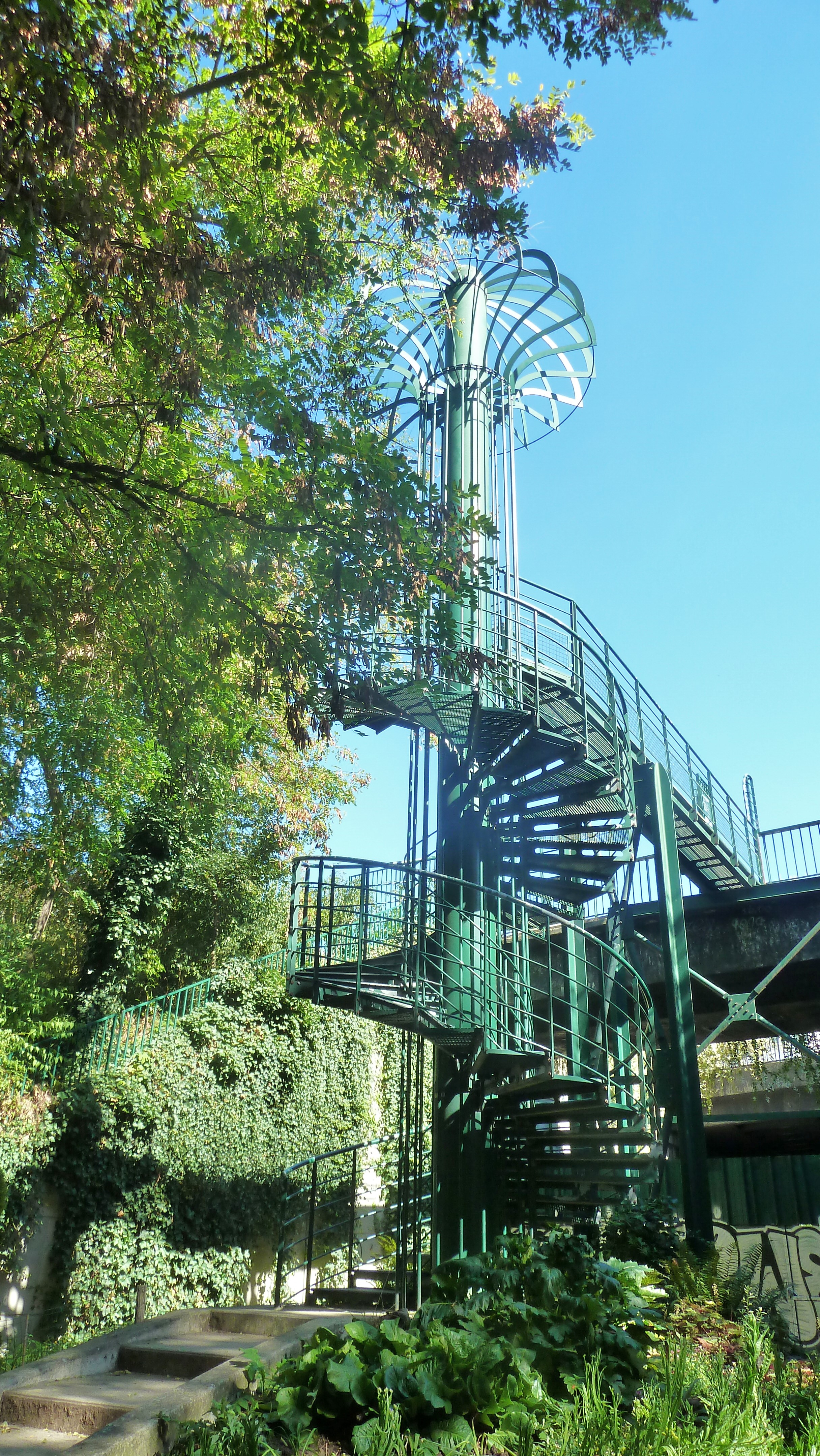
Wendeltreppe am Ende in Höhe des Boulevard périphérique